# Апстрактна интелигенција
Апстрактна интелигенција је способност разумевања апстрактних појмова, симбола и њихових односа, као и њиховог коришћења у решавању сложених проблема. Апстрактна интелигенција је вид интелигенције коју, у највећем броју случајева, испитују и мере стандардни тестови интелигенције. Ова врста интелигенције се разликује од конкретне, емоционалне и социјалне интелигенције.